# Condado de Jackson (Arkansas)
O Condado de Jackson é um dos 75 condados do estado americano do Arkansas. Sua sede de condado é Batesville. Sua população, segundo o censo americano de 2000, é de 18 418 habitantes.